# National Alliance (Sint Maarten)
De National Alliance (Nederlands: Nationale Alliantie, afgekort NA) is een politieke partij op Sint Maarten. De partij is ontstaan uit een fusie van de Sint Maarten Patriotic Alliance en de National Progressive Party en is een van de grootste partijen van Sint Maarten.

## Electorale geschiedenis
Bij de verkiezingen van de Staten van de Nederlandse Antillen op 18 januari 2002 behaalde de NA 45,6% van de stemmen in eigen kieskring. Hiermee bemachtigde zij 1 van de 3 zetels toebedeeld aan Sint Maarten. In 2006 verwierf de partij een extra zetel.
Op 10 oktober 2010 werden de Nederlandse Antillen opgeheven en ging Sint Maarten verder als autonoom land binnen het Koninkrijk der Nederlanden. Bij de verkiezingen voor de eerste Staten van Sint Maarten eindigde NA met 7 zetels als de grootste partij, doch ging in oppositie. Kort daarna stapten Patrick Illidge, en in 2011 Frans Richardson, uit de NA-fractie en namen hun zetel mee. Na de val van het kabinet-Wescot-Williams I werd de NA coalitiepartner in het tweede kabinet Wescot-Williams (2012-2013).
Ook na de verkiezingen op 29 augustus 2014 bleef de NA, nu met 4 zetels, in de oppositiebanken. In 2015 werd NA-partijleider William Marlin benoemd tot formateur nadat het kabinet-Gumbs niet meer kon rekenen op een meerderheid in het parlement. Tussen november 2015 en december 2017 leverde de coalitie-afspraken tussen de partijen NA, DP en USP het eerste en het tweede kabinet Marlin op. 
Nadat het eiland in september 2017 door orkaan Irma werd getroffen, kreeg premier Marlin, en een aantal van zijn ministers, een motie van wantrouwen aan zijn broek vanwege zijn rol in de onderhandelingen met Nederland voor de steunfondsen en de anti-fraude maatregelen. Terwijl de ministers mochten aanblijven werd op aanwijzing van de rijksregering Marlin door Rafael Boasman als minister-president vervangen en werden er nieuwe verkiezingen uitgeschreven. Op 3 januari 2018 werd Silveria Jacobs gekozen als nieuwe NA-partijleider en lijsttrekker. Bij de verkiezingen op 26 februari 2018 behaalde de partij 4.139 stemmen, gelijk aan 30,54% van het aantal uitgebrachte stemmen. Hiermee behield zij haar 5 statenzetels.